# La Pinilla (Fuente Álamo de Murcia)
La Pinilla es una pedanía perteneciente al municipio de Fuente Álamo de Murcia en la Región de Murcia, situada en la comarca natural del Campo de Cartagena. Contaba en 2013 con 475 habitantes.

## Situación geográfica y geología
La Pinilla se encuentra situada al suroeste del municipio de Fuente Álamo de Murcia. Junto a las faldas de la sierra del Algarrobo. Sus suelos son margosos y algunas zonas son ricas en rocas ígneas.

## Climatología
Las condiciones climáticas de la localidad corresponden al definido como clima mediterráneo árido, con precipitaciones escasas casi todo el año que superan débilmente los 300 mm anuales, no obstante, durante los meses de septiembre y octubre se pueden producir precipitaciones torrenciales causadas por formaciones tormentosas en altura, conocidas popularmente como gota fría, pudiendo causar importantes inundaciones.

## Biodiversidad
Posee plantaciones agrícolas donde predomina el secano, con cultivos como el almendro o el olivo. Además crecen salvajes las bojas, bolagas y gandules, característicos de esta zona del mediterráneo con escasas precipitaciones. Pero además posee también algunas especies características del monte bajo mediterráneo. Sin formar masas boscosas, encontramos ejemplares de pino blanco, formando pequeñas pinadas. Uno de los ejemplares más característicos de la flora que rodea la localidad es un olivo centenario, del que expertos, aseguran que puede tener unos 500 años de antigüedad.
En cuanto a las especies animales que pueblan los campos aledaños, podemos señalar aves como el águila real, el búho real y la perdiz. Reptiles como la tortuga mora o mamíferos como el gato montés.

## Historia
Si bien la actual población, encuentra su origen en el siglo XVI. La Pinilla, es característica por poseer asentamientos de culturas anteriores como la púnica, romana y la andalusí, además de yacimientos de menor importancia argáricos e incluso paleolíticos. Concretamente, pasaba cerca de la población, la vía romana que unía las ciudades de Carthago Nova (Cartagena) y Eliocroca (Lorca) y junto a ella proliferaron algunos asentamientos de poca entidad que en algunos casos corresponden al siglo III a. C. Es especialmente característica una lápida con una inscripción funeraria en latín, hallada en las inmediaciones a la vía, esta recuerda la muerte de un viajero, probablemente, no lejos del lugar en el que falleció. Una copia de la inscripción original, puede contemplarse en la actualidad en el Museo de Fuente Álamo, en la sección de Historia. Parte de su traducción aparece en la primera parte del libro de Ricardo Ortega, Crónica de Fuente Álamo (A través de seis siglos). La inscripción termina con la siguiente frase escrita por la hermana del fallecido:
```

```

...creo que al extinguirse tan prematuramente su tierna edad, y si bien la vida le privó de vivir momentos felices, también le libró de tener que rememorar los amargos.

Apenas existen restos que nos permitan conocer el poblamiento de estas tierras en época árabe, pero para algunos historiadores, el nombre de La Pinilla, podría tener su origen, en los vocablos árabes "Ben-iella". 
El lugar conocido como "La Fuente de la Peniella", aparece ya en los libros de montería del rey Alfonso XI en el siglo XVI. La primera ermita que aparece referenciada en 1748 en el conocido como Barrio del Fortín de la pedanía. Probablemente alrededor de la misma se iría configurando la primera aldea de La Pinilla.
En 1846 la localidad pasa a formar parte del constituido tan solo 28 años antes, como municipio de Fuente Álamo de Murcia. Durante el siglo XX, y pese a la carestía de la posguerra, fue aumentando su población, llegando a tener en 1955 un total de 1216 habitantes. A partir de la década de 1960 la población comenzó a caer progresivamente por la emigración a las ciudades y a otros países, hasta encontrarse en 1980 con poco más de 600 habitantes.
En 2013, la población de la Pinilla contaba con 475 habitantes. Durante los primeros años del siglo XXI, se acometió en la población, la construcción de algunas nuevas zonas residenciales, así como la creación de jardines y mejoras urbanísticas, que continúan en la medida de lo posible con la llegada de la crisis internacional de 2008, que ha dificultado el débil crecimiento de algunas de estas pequeñas pedanías fuentealameras.

## Monumentos y patrimonio de interés
La Pinilla posee algunos monumentos religiosos y casas antiguas de cierto valor histórico y etnográfico.
- Iglesia de Nuestra Señora de Motserrat (siglo XVII)
- Santuario de Los Cabecicos.
- Molino harinero.
- Olivo centenario.
- Fósiles (Característicos de esta zona por el tipo de suelo y la presencia de mar hace millones de años)
- Calzada romana.

## Instalaciones públicas
- Parque infantil de la localidad. (Calle Luna)
- Consultorio médico municipal. (Calle Cartagena)
- Instalaciones deportivas. (Calle Cartagena)
- Centro social. (Calle Luna)

## Transporte y comunicaciones

### Por carretera
Dispone de accesos desde las vías RM-E17 y RM-E19.

### En autobús
El servicio de viajeros por carretera del municipio se engloba dentro de la marca Movibus, el sistema de transporte público interurbano de la Región de Murcia (España), que incluye los servicios de autobús de titularidad autonómica.
| Línea | Recorrido                                         | Recorrido                                         | Operador       |
| ----- | ------------------------------------------------- | ------------------------------------------------- | -------------- |
| 41    | Cartagena - Fuente Álamo - Las Palas - La Pinilla | Cartagena - Fuente Álamo - Las Palas - La Pinilla | ALSA (TUCARSA) |

## Fiestas y costumbres
Las fiestas patronales de La Pinilla, se celebran el día 8 de septiembre en honor a la Virgen de la Luz, patrona de la localidad desde la mitad del siglo XIX, cuando se sustituyó la antigua advocación de la Virgen de Motserrat, cuyo acto principal es la procesión de figura de la patrona por las calles de la localidad. Además, algunos años, la imagen de la Virgen es llevada hasta el santuario de Los Cabecicos donde se celebra una misa y posteriormente una comida en el monte.